# マキシム・ミハイロフ (バレーボール)
マクシム・ミハイロヴィチ＝ミハイロフ（ロシア語: Максим Михайлович Михайлов, 1988年3月19日 - ）は、ロシアの男子バレーボール選手。レニングラード州・クジモロフスキー出身(当時のソビエト社会主義共和国連邦)。ポジションはオポジット。ロシア代表。

## 来歴
2003年、ロシア・スーパーリーグのストロイテル・ヤロスラヴリへ入団。ユースやジュニア代表としてキャリアを重ね、2005年ユース世界選手権と2006年ジュニア欧州選手権で金メダルを獲得、2007年ジュニア世界選手権では銀メダル獲得とベストサーバー賞を受賞した。
2008年、ロシア代表に選出され、同年6月14日に水原市で行われた2008年ワールドリーグ・インターコンチネンタルラウンドの韓国戦で代表デビュー。決勝ラウンドでは3位入賞に貢献し、ベストスパイカー部門3位、ベストスコアラー部門6位の活躍を見せた。北京オリンピックでは20歳の若さながら決勝リーグの大舞台でロシア代表オポジットとしての大役を果たし、チームの銅メダル獲得に貢献した。
準優勝の2010年ワールドリーグではベストスコアラー賞とベストスパイカー賞を受賞。2010年世界選手権は5位に終わったもののベストスパイカー賞を受賞した。ロシアリーグでは3年連続（2008年、2009年、2010年）得点王に輝き、同年リーグ2連覇中のゼニト・カザンへ移籍した。
2011年ワールドリーグでは9年ぶりの優勝に貢献し、MVPとベストブロッカーを獲得。同年欧州選手権ではベストスコアラーとベストスパイカーを獲得した。
2012年8月のロンドンオリンピックでは金メダル獲得の原動力となり、自らもベストスコアラーとベストスパイカーの2冠に輝いた。
2013年にはワールドリーグと欧州選手権でそれぞれ優勝。所属のゼニト・カザンでは2014年に欧州チャンピオンズリーグで4位ながらベストスパイカーを獲得、2015年に3年ぶり3回目の優勝に貢献しベストオポジットを獲得した。

## 球歴
- オリンピック - 2008年（銅メダル）、2012年（金メダル）
- 世界選手権 - 2010年（5位）
- ワールドカップ - 2011年（金メダル）
- ワールドリーグ - 2008年、2009年（3位）、2010年（準優勝）、2011年、2013年（優勝）
- 欧州選手権 - 2013年（優勝）

## 所属クラブ
- ストロイテル・ヤロスラヴリ（2003-2005年）
- ネフチャニク・ヤロスラヴリ（2005-2008年）
- ヤロスラヴィチ・ヤロスラヴリ（2008-2010年）
- ゼニト・カザン（2010- ）